# George Osborne

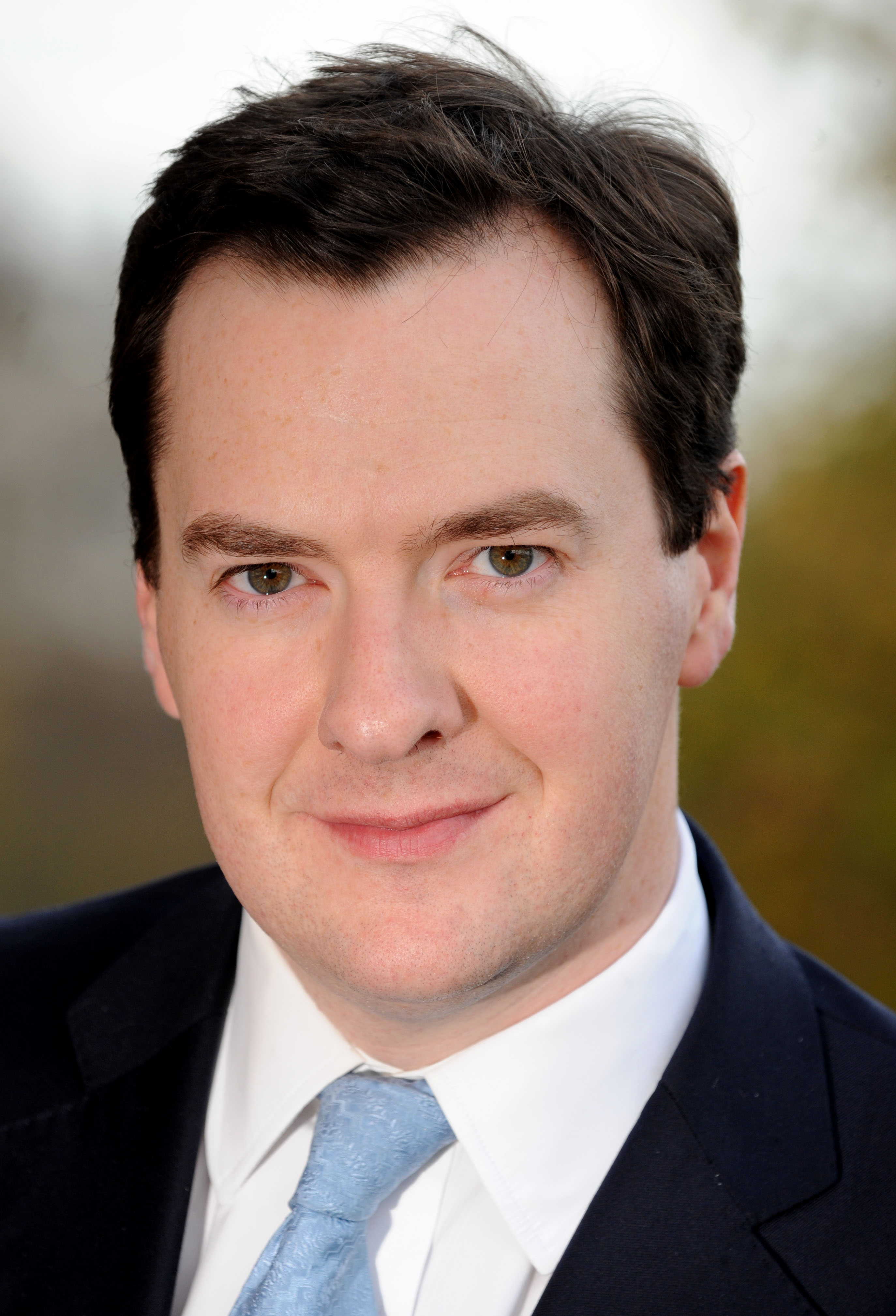
Rt Hon George Osborne

George Gideon Oliver Osborne (Paddington, 23 mei 1971) is een Brits conservatief politicus. Hij was van 11 mei 2010 tot 13 juli 2016 Chancellor of the Exchequer. Hij werd in 2001 lid van het Lagerhuis voor het kiesdistrict Tatton en Cheshire.
Osborne studeerde geschiedenis aan de Universiteit van Oxford, waar hij de latere Britse premier David Cameron leerde kennen. Sindsdien waren ze goede persoonlijke vrienden en vertrouwenscollega's in de kabinetten Cameron I en Cameron II. In de campagne voor het referendum over het EU-lidmaatschap van het Verenigd Koninkrijk in 2016 verloren Cameron en Osborne de strijd tegen een brexit en bij het aantreden van het kabinet-May in juli 2016 werd Osborne ontslagen als minister. 
In maart 2017 werd bekend dat Osborne was benoemd tot hoofdredacteur van de London Evening Standard.